# Савельева, Анна Тимофеевна
Анна Тимофеевна Савельева — советский хозяйственный, государственный и политический деятель, Герой Социалистического Труда.

## Биография
Родилась в 1917 году в Тульской губернии. Член КПСС.
С 1935 года — на хозяйственной, общественной и политической работе. В 1935—1976 гг. — колхозница, работница фермы, зоотехник, главный зоотехник совхоза «Сампурский» Сампурского района Тамбовской области, начальник отдела Тамбовского областного объединения «Молокопром».
Заслуженный зоотехник РСФСР.
Указом Президиума Верховного Совета СССР от 22 марта 1966 года присвоено звание Героя Социалистического Труда с вручением ордена Ленина и золотой медали «Серп и Молот».
Делегат XX съезда КПСС.
Избиралась депутатом Верховного Совета СССР 5-го созыва.
Умерла в Тамбове в 1992 году.